# 足立賢明
足立 賢明（あだち けんめい、1970年6月17日 - ）は、日本のマニピュレーター、サウンドデザイナー、作曲家、編曲家。福岡県柳川市出身。血液型はO型。

## 経歴
楽器メーカーのKORGにてシンセサイザーの音色やデモの制作に携わり、その後フリーの作曲家として活動を開始。ゲームミュージックの作曲、アーティストへの楽曲提供、CMの作曲、サポートミュージシャンとして、Zweiやいきものがかりを始めとする多くのアーティストのマニピュレーターとして参加している。
テクノを得意としており、ソニー・コンピュータエンタテインメント発売のゲームを中心に楽曲を提供している。主な作品は「XIシリーズ」・「グランツーリスモシリーズ」・「ロコロコシリーズ」・「パタポンシリーズ」などで、パタポンシリーズではサウンドプロデュースにも携わっている。昨今ではシフト開発のアクションゲーム「フリーダムウォーズ」のBGMを全曲作曲している。

## 使用機材
- KORG・TRITON Extreme
- KORG・ELECTRIBE SX
- KORG・ELECTRIBE MX
- KORG・ELECTRIBE A mkII
- KORG・ELECTRIBE R mkII

## ライブ参加
- いきものがかり
- 家入レオ
- 袖希礼音
- Superfly
- 木村カエラ
- 山猿
- BiSH
- 尾崎裕哉
- AIKATSU☆STARS！
- STAR☆ANIS
- Zwei
- 三浦大知
- Little Glee Monster
- こぶしファクトリー
- チームしゃちほこ
- アンジュルム
- AKB48 Team 8
- UNIONE
- THE RAMPAGE from EXILE TRIBE
- Thinking Dogs
- lol
- 田口淳之介
- w-inds.
- 華原朋美
- シナリオアート
- SILENT SIREN
- Juice=Juice
- あゆみくりかまき
- 神宿
- ふわふわ
- フェアリーズ
- wacci
- 松下洸平